# Nuulankirivier
Nuulankirivier is een rivier annex beek, die stroomt in de Zweedse  gemeente Kiruna. De rivier verzorgt de gedeeltelijke toevoer en volledige afwatering van het Nuulankimeer. Ze stroomt naar het noordoosten en levert haar water in bij de Kelorivier. Ze is circa tien kilometer lang.
Afwatering: Nuulankirivier → Kelorivier → Muonio → Torne → Botnische Golf
In de Zweedse lijst van rivieren verstrekt door het SMHI komt als naam voor Naulankijoki; het is de enige vermelding onder die naam.